# Tuyển đế hầu
Tuyển đế hầu (tiếng Đức: Kurfürst; tiếng Latinh: Princeps Elector; tiếng Anh: Prince-Elector hay gọi tắt là Elector), còn được gọi tắt là Tuyển hầu, là tước vị dưới thời đại Đế quốc La Mã Thần thánh, dành để gọi những người trong Đại cử tri đoàn của Đế quốc. Tất cả các Tuyển đế hầu đều được đính kèm tước hiệu hoàng gia là Hoàng thân Đế chế.
Từ thế kỉ 13, các Tuyển đế hầu được quyền bầu cử Vua của người La Mã. Với tước hiệu này, ông vua theo thông lệ là sẽ được đăng quang làm Hoàng đế La Mã Thần thánh, được trao Đế miện trực tiếp bởi các Giáo hoàng. Karl V là vị Hoàng đế La Mã cuối cùng được làm lễ sắc phong (được bầu năm 1519, sắc phong năm 1530), vì từ đây về sau các vị Hoàng đế La Mã đều xuất thân từ nhà Habsburg và được hội đồng Tuyển đế hầu tôn lên ngôi mà không cần qua sự sắc phong của Giáo hoàng ở Lãnh địa Giáo hoàng.
Phẩm giá và địa vị của các Tuyển hầu khiến họ trở nên rất có thế lực, thường chỉ sau Hoàng đế. Những đặc ân của họ rất riêng biệt cho từng người và họ thường có tính thừa kế tước vị của mình. Người kế vị được gọi là Kurprinz.
Tại Đại hội Đế quốc nhóm họp thường niên ở Regensburg với đầy đủ các nhà cai trị trong đế quốc, Hoàng đế La Mã Thần thánh và các Tuyển đế hầu được xếp ngồi hàng ghế trên cùng, đối diện với 2 nhóm là các Thân vương thế tục và Giám mục vương quyền, ngồi xung quanh là các đại diện của Thành bang tự do...
Trong quá trình Hòa giải Đức, các Tuyển hầu Giáo hội và các nhà nước giáo hội khác trong Đế chế La Mã Thần thánh cùng với các thành bang đế chế và các Thân vương quốc nhỏ đã trở thành đối tượng bị xoá bỏ và sáp nhập vào các nhà nước lớn hơn, đến cuối thời kỳ Hòa giải, Thánh chế La Mã từ 300 nhà nước giảm xuống chỉ còn 39.

## Lịch sử

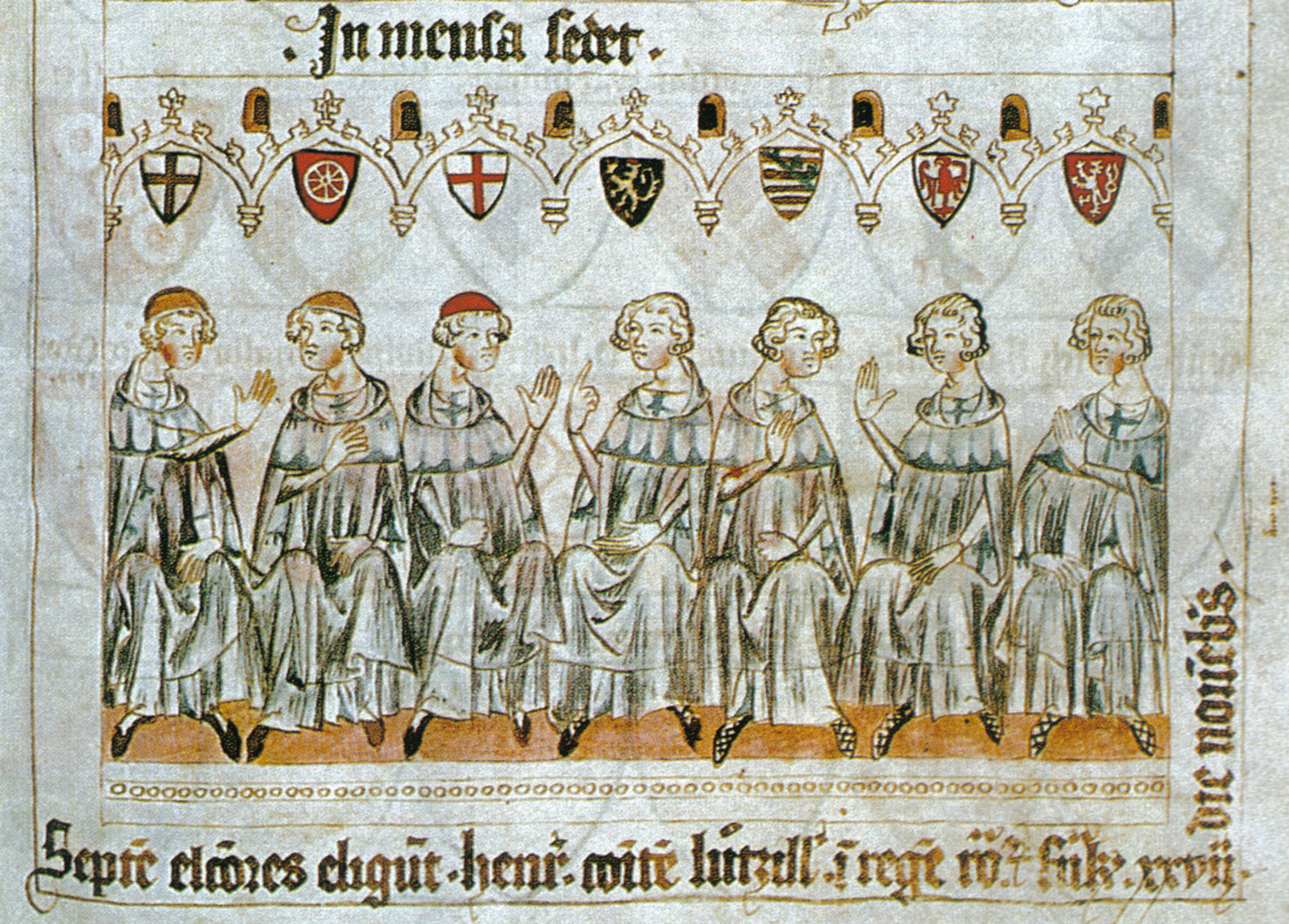
Trong Codex Balduineus (khoảng 1340) là hình của hội đồng Tuyển hầu, từ trái qua phải: Tổng giám mục Cologne, Tổng giám mục Mainz, Tổng giám mục Trier, Bá quân xứ Rhein, Công quân xứ Saxony, Hầu quân xứ Brandenburg và Quốc vương xứ Bohemia.

Việc bầu cử người đứng đầu là một truyền thống của người German xa xưa, khi họ thường xuyên liên kết các bộ tộc với nhau và bầu chọn người đứng đầu bằng các hình thức khác biệt trong lịch sử. Việc bầu chọn ban đầu chủ trì bởi người Frank, dân tộc có lãnh thổ bao gồm nước Pháp và nước Đức hiện đại. Sau cùng, nền quân chủ Pháp trở thành nền quân chủ thế tập theo hệ thống cha truyền con nối, còn nền quân chủ Đức vẫn tiếp tục duy trì tính bầu cử này.
Dần dần, quyền bầu cử trong cộng đồng người Đức không phải ai cũng được nữa, mà giới hạn bởi những người đứng đầu có thế lực, và đại diện cho một vùng nào đó trong vương quốc. Hoàn thiện cơ bản là việc quyền bầu cử thu gọn lại trong một hội đồng cụ thể, với những đại diện tăng lữ và quý tộc lớn của các thế lực: người Frank (Công quốc Franconia); người Swabia (Công quốc Swabia); người Saxon (Công quốc Sachsen) và người Bavaria (Công quốc Bavaria).

## Quyền và đặc quyền
Các Tuyển đế hầu là những quý tộc cao cấp nhất trong reichsstände (Địa vị Hoàng gia), có địa vị cao và thế lực chính trị quan trọng hơn các Thân vương Hoàng gia khác. Cho đến thế kỷ XVIII, các tuyển đế hầu là những lãnh chúa đặc quyền trong Đế chế được nhận tôn xưng Durchlaucht (tương đương Serene Highness trong tiếng Anh). Đến năm 1742, các tuyển đế hầu được nâng tôn xưng lên bậc Durchlauchtigste (tương đương Most Serene Highness), trong khi các thân vương khác trong đế chế nhận được tôn xưng Durchlaucht.
Với tư cách là lãnh chúa đứng đầu Địa vị Hoàng gia, các Tuyển đế hầu được hưởng tất cả các đặc quyền của các thân vương trong Đế chế La Mã Thần thánh, bao gồm quyền tham gia vào các liên minh, quyền tự chủ liên quan đến các công việc trên lãnh thổ của mình và được ưu tiên hơn các thần dân khác. Goldene Bulle (Sắc chỉ Vàng) đã cấp cho họ Privilegium de non appellando (Đặc quyền không kháng cáo), đây là thứ đã ngăn cản thần dân của họ nộp đơn kháng cáo lên toà án cấp cao hơn của Hoàng đế La Mã Thần thánh. Tuy đặc quyền này được cấp một cách tự động cho các Tuyển đế hầu, chúng không dành riêng cho các lãnh địa nhà nước khác trong đế quốc, đôi khi chúng cũng được các hoàng đế ban ân dành cho một điền trang nào đó trong đế chế, nhưng đối với các tuyển đế hầu thì nó là đặc quyền được duy trì.
Tại Nghị viện Worms năm 1495, Berthold von Henneberg, Tuyển hầu xứ Mainz đã đề nghị lập ra Reichsregiment (Chính phủ đế quốc), với trụ sở được đặt tại Thành bang Đế chế Nürnberg, trong chính phủ này có 20 thành viên, trong đó bao gồm toàn bộ các tuyển đế hầu và các Thân vương quan trọng trong đế chế, hoàng đế Maximilian I của Thánh chế La Mã sẽ là chủ tịch thường trực danh dự, nhưng vì nhận thấy chính phủ này đang làm giảm bớt quyền lực của hoàng đế nên ông ấy đã từ chối hợp tác ngay từ khi thành lập vào năm 1500 và cuối cùng thì nó bị giải thể vào năm 1502. Năm 1521, dưới thời Hoàng đế Karl V của Thánh chế La Mã, Chính phủ đế chế lại được thành lập 1 lần nữa, nhưng mau chóng trở nên thiếu hiệu quả vì không nhận được sự hợp tác của hoàng đế.

## Đại hội Đế chế

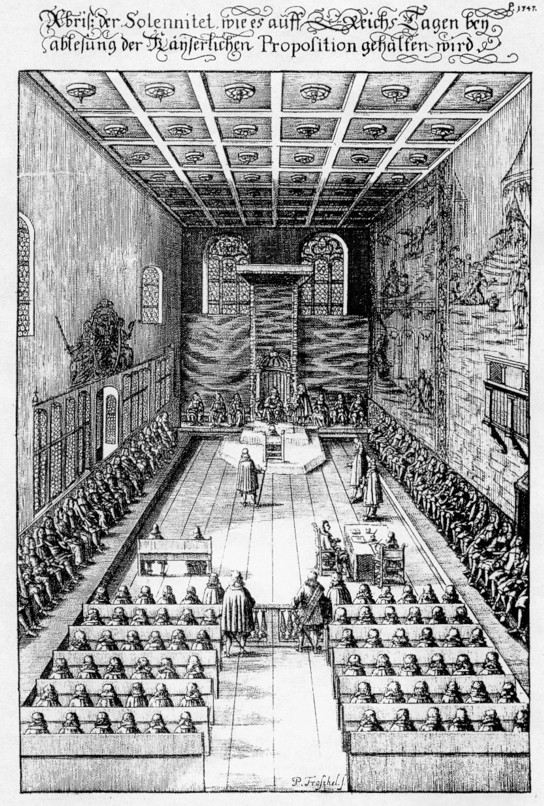
Cách sắp xếp chỗ ngồi tại lễ khánh thành Đại hội Đế quốc trong Toà thị chính Regensburg từ bản khắc năm 1675: Hoàng đế La Mã Thần thánh và các Tuyển đế hầu ngồi phía trước; các thân vương thế tục ở bên trái, thân vương giám mục ở phía phải, đại biểu các thành bang tự do của Đế quốc ngồi xung quanh

Các Tuyển đế hầu cũng giống như các Thân vương cai trị trong Đế quốc La Mã Thần thánh, đều là thành viên của Đại hội Đế chế, được chia thành ba nhóm: Hội đồng Tuyển đế hầu, Hội đồng các Thân vương và Hội đồng các Thành bang. Ngoài là thành viên của Hội đồng Tuyển đế hầu, hầu hết các Tuyển đế hầu còn là thành viên của Hội đồng các Thân vương nhờ sở hữu lãnh thổ hoặc giữ chức vụ trong Giáo hội. Đây là 2 nhóm quyền lực nhất trong Đại hội Đế chế, vì cần có sự đồng ý của cả hai cơ quan này thì các quyết định quan trọng ảnh hưởng đến cấu trúc của Đế chế mới được thông qua, chẳng hạn như việc thành lập các Tuyển hầu quốc mới hoặc các nhà nước trong Đế chế.
Một số Tuyển đế hầu cai trị nhiều nhà nước trong Đế chế, hoặc nắm giữ một số chức danh giáo hội, vì thế mà họ có nhiều phiếu biểu quyết trong Hội đồng các Thân vương. Năm 1792, Tuyển hầu quốc Brandenburg có 8 phiếu, Tuyển hầu quốc Bayern có 6 phiếu, Tuyển hầu quốc Hannover có 6 phiếu, Vương quốc Bohemia có 3 phiếu, Tuyển hầu quốc Trier có 3 phiếu, Tuyển hầu quốc Cologne có 2 phiếu, Tuyển hầu xứ Mainz có 1 phiếu. Do đó, trong số hàng trăm phiếu biểu quyết của Hội đồng các Thân vương năm 1792, có 29 phiếu thuộc về các Tuyển đế hầu, điều này đã mang lại cho họ nhiều ảnh hưởng trong hội đồng, ngoài ra họ còn sở hữu quyền lực trong nhóm Hội đồng Tuyển đế hầu.
Ngoài việc bỏ phiếu trong các hội đồng, Đại hội Đế chế cũng bỏ phiếu trong các liên minh tôn giáo, điều này được quy định bởi Hòa ước Westphalia. Tổng giám mục của Mainz chủ trì cơ quan Công giáo hay corpus catholicorum, trong khi đó Tuyển đế hầu Sachsen chủ trì cơ quan Tin Lành, hay corpus evangelicorum. Sự phân chia thành các cơ quan tôn giáo là trên cơ sở tôn giáo chính thức của nhà nước, chứ không phải của những người cai trị nó. Vì vậy, mặc dù từ thế kỷ thứ XVIII, các Tuyển đế hầu của Sachsen đã chuyển sang Công giáo, nhưng họ vẫn tiếp tục chủ trì cơ quan Tin Lành.

## Các cuộc bầu cử Hoàng đế

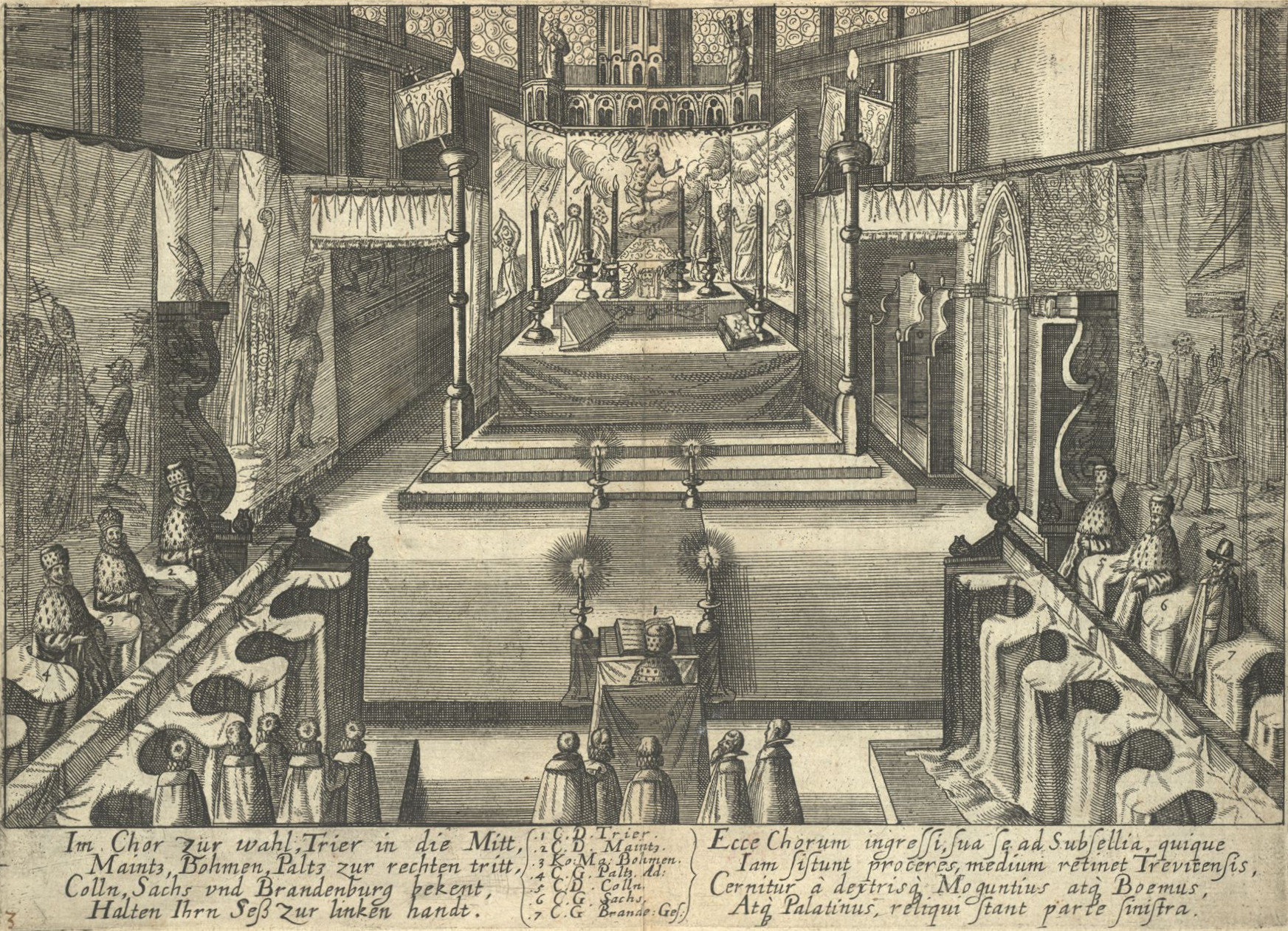
Bản khắc mô tả các Tuyển đế hầu bầu chọn Matthias làm Hoàng đế La Mã-Đức trong năm 1612

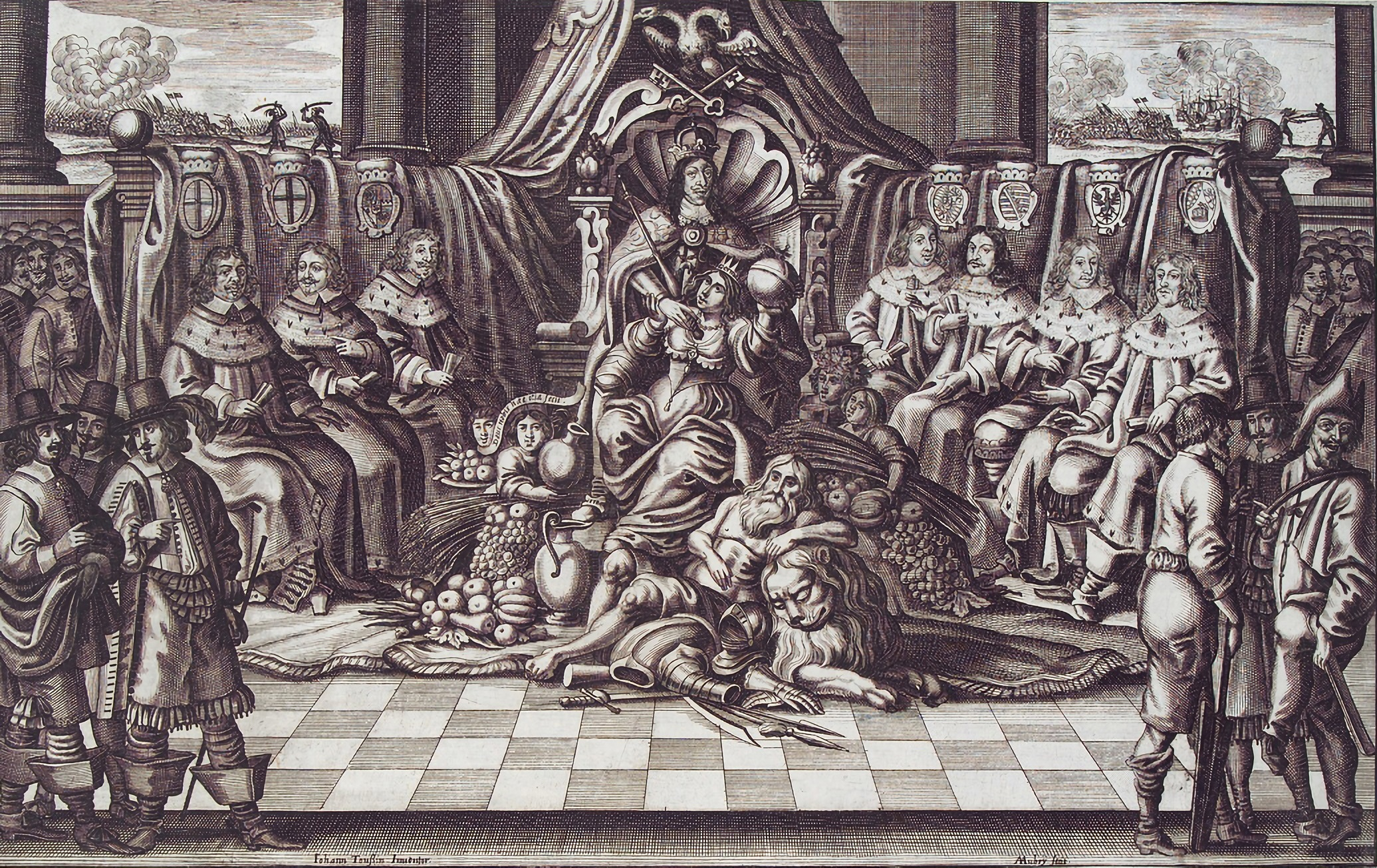
Hoàng đế và 8 Tuyển đế hầu (của Trier, Cologne, Mainz, Bohemia, Bayern, Sachsen, Brandenburg và Palatinate). Bản khắc của Abraham Aubry, Nuremberg, 1663/1664.

Sau khi một Hoàng đế La Mã Thần thánh qua đời, trong vòng 1 tháng, Tổng giám mục của Mainz sẽ triệu tập các Tuyển đế hầu, và họ nhóm họp với nhau trong vòng 3 tháng sau khi được triệu tập. Trong thời gian diễn ra bầu chọn hoàng đế mới (interregnum), quyền lực của Đế chế La Mã Thần thánh được thực thi bởi 2 Đại diện hoàng gia (Imperial vicar)
. Theo Golden Bull, mỗi Đại diện hoàng gia là người quản lý của chính đế chế, với quyền lực có thể thông qua các phán quyết, hiệp thông với các lãnh đạo Giáo hội, thu về lợi nhuận từ các thái ấp, tiếp nhận các lời thề trung thành với Đế chế La Mã Thần thánh. Tuyển để hầu Sachsen là một Đại diện hoàng gia, thực hiện quyền lực ở các khu vực theo Luật Sachsen (Công quốc Sachsen, Westphalia, Tuyển hầu quốc Hannover và miền Bắc nước Đức), trong khi Tuyển đế hầu Palatine là đại diện ở phần còn lại của Đế chế (Franconia, Swabia, Rhine và miền Nam nước Đức). Tuyển đế hầu Bayern thay thế Tuyển đế hầu Palatine trở thành Đại diện hoàng gia từ năm 1623, nhưng từ năm 1648, đã có một cuộc tranh cãi giữa 2 nhà cai trị Palatine và Bayern về việc ai mới là Đại diện hoàng gia. Cuối cùng, Tuyển đế hầu Bayern đã được công nhận. Sau đó, hai Tuyển đế hầu Palatine và Bayern đã ký một thoả thuận để cùng giữ quyền đại diện, nhưng Đại hội Đế chế đã bác bỏ thoả thuận này. Năm 1711, trong khi Tuyển đế hầu Bayern bị Lệnh cấm của hoàng gia, Palatine một lần nữa đóng vai trò là đại diện, nhưng sau đó người cai trị xứ Bayern đã được phục chức.
Cuối cùng, vào năm 1745, hai nhà cai trị đồng ý sẽ luân phiên nắm giữ ghế Đại diện hoàng gia, trong đó Bayern sẽ bắt đầu trước. Sự sắp xếp này đã được công nhận bởi Đại hội Đế chế năm 1752. Năm 1777, câu hỏi đã được giải quyết khi Tuyển đế hầu Palatine thừa kế lãnh thổ của Tuyển hầu quốc Bayern.
Frankfurt thường xuyên là địa điểm tổ chức bầu cử, kể từ thế kỷ XV trở đi, nhưng các cuộc bầu cử cũng được tổ chức tại Cologne (1531), Regensburg (1575 và 1636), và Augsburg (1653 và 1690). Một Tuyển đế hầu có thể đích thân xuất hiện để bỏ phiếu hoặc có thể uỷ nhiệm cho một Tuyển đế hầu khác bỏ phiếu thay mình. Thông thường, một đại sứ hoặc đại diện của Tuyển đế hầu sẽ thay mặt; Chứng nhận của những người đại diện như vậy sẽ được thông qua bởi Tổng giám mục Mainz, người chủ trì buổi lễ. Các cuộc thảo luận được tổ chức tại tòa thị chính, nhưng việc bỏ phiếu sẽ diễn ra ở nhà thờ lớn Frankfurt, hay Wahlkapelle, đã được sử dụng cho các cuộc bầu cử. Dưới thời Golden Bull, đa số Tuyển đế hầu đã đủ điều kiện để bầu ra vua và mỗi Tuyển đế hầu chỉ được bỏ một phiếu bầu. Các Tuyển đế hầu được tự do bỏ phiếu cho bất kỳ ai họ muốn (bao gồm cả chính họ).
Các Tuyển đế hầu sẽ soạn thảo ra một Wahlkapitulation (tiếng Anh: electoral capitulation), được trình lên cho hoàng đế vừa đắc cử, văn bảng này có thể hiểu là một hợp đồng giữa các Thân vương trong đế chế với Hoàng đế mới. Sau khi tuyên thệ tuân thủ theo quy chế của Wahlkapitulation, người được các Tuyển đế hầu bầu chọn sẽ đảm nhận chức vụ Vua của người La Mã.
Vào thế kỷ X và XI, các Thân vương thường chỉ bỏ phiếu để xác nhận quyền kế vị cha truyền con nối thuộc Vương triều Otto của người Sachsen và Vương triều Salia của người Frank. Nhưng với sự hình thành của các Tuyển đế hầu thì các cuộc bầu cử trở nên cởi mở hơn, bắt đầu bằng cuộc bầu chọn của Hoàng đế Lothair III vào năm 1125. Sau khi Vương triều Salia bị tuyệt tự dòng nam, các Tuyển đế hầu bắt đầu bầu ra các vị hoàng đế thuộc vương tộc khác, để đảm bảo rằng ngai vàng không bị thao túng mãi mãi trong một gia tộc.
Trong khoảng 2 thế kỷ, ngôi vị Hoàng đế La Mã Thần thánh được thực hiện dưới chế độ tuyển cử cả về lý thuyết và thực tế; Tuy nhiên, điều này đã không kéo dài, vì bắt đầu từ thế kỷ XV, Vương tộc Habsburg hùng mạnh đã thao túng quyền kế vị, đảm bảo rằng ngai vàng của đế chế sẽ thuộc về gia tộc mình. Tất cả các vị hoàng đế La Mã Thần thánh từ năm 1438 trở đi đều nằm trong tay của các Quân chủ Habsburg, chủ nhân của Đại công quốc Áo, Vương quốc Bohemia, Vương quốc Hungary và nhiều lãnh địa khác ở khắp châu Âu. Năm 1740, khi Đế chế Habsburg được thừa kế bởi nữ duệ là Maria Theresia, điều này đã châm ngòi cho Chiến tranh Kế vị Áo.
Một đại diện đến từ Nhà Wittelsbach đã được bầu làm hoàng đế trong một thời gian ngắn, nhưng vào năm 1745, chồng của Maria Theresa là Franz I, tổ phụ của Nhà Habsburg-Lorraine đã được bầu làm hoàng đế. Tất cả những người kế vị của ông sau này đều tiếp bước trở thành Hoàng đế La Mã Thần thánh. Do đó, trong phần lớn lịch sử của Đế chế, vai trò của các Tuyển đế hầu chủ yếu là nghi lễ.

## Các Tuyển đế hầu

### Từ năm 1257 đến Chiến tranh Ba Mươi năm

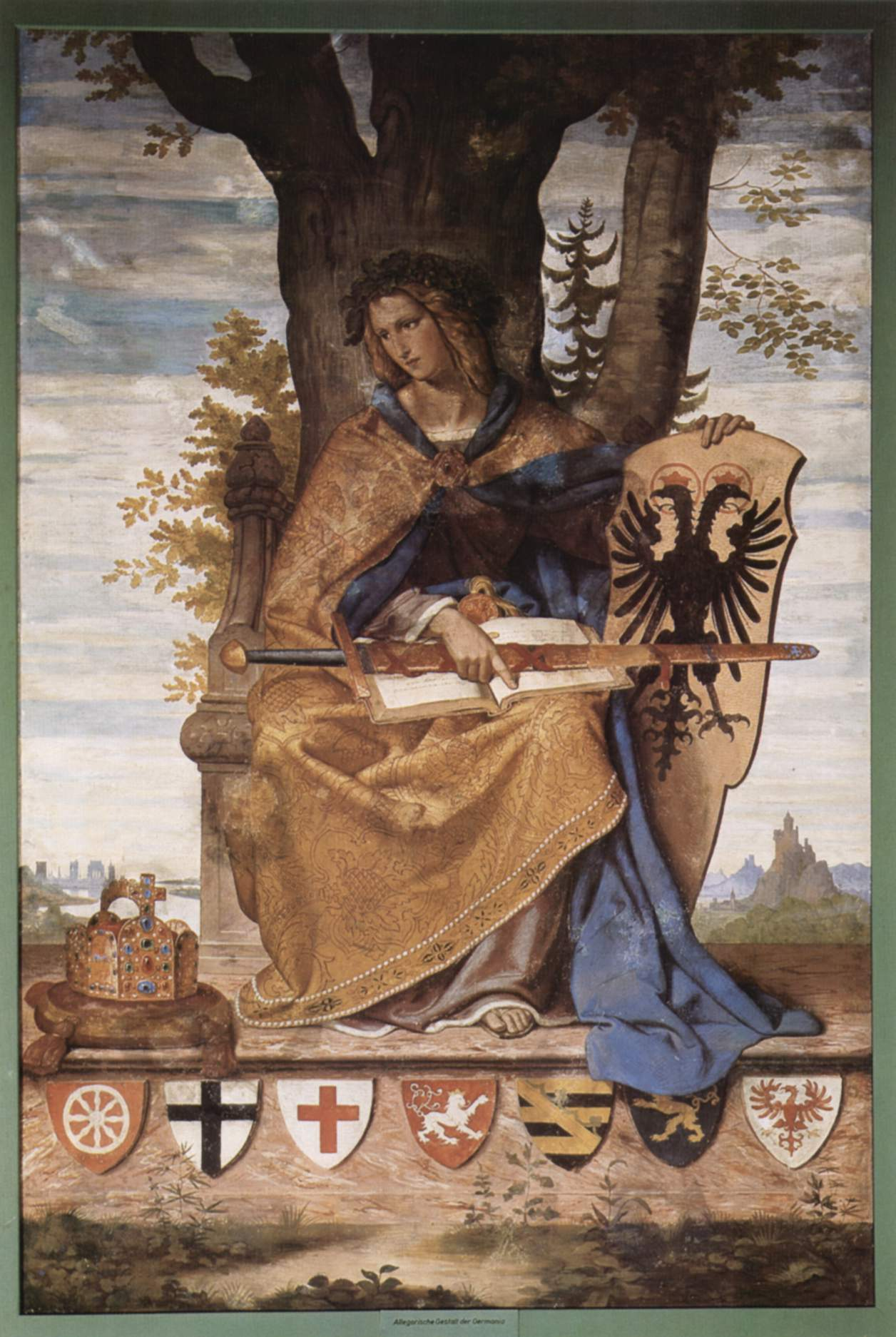
Huy hiệu của 7 vị Tuyển đế hầu cùng hình tượng Germania.

Danh sách 7 Tuyển đế hầu được đề cập vào năm 1257, bao gồm:
- Tổng giám mục Cologne (Archbishop of Cologne);
- Tổng giám mục Mainz (Archbishop of Mainz);
- Tổng giám mục Trier (Archbishop of Trier);
- Quốc vương xứ Bohemia (King of Bohemia);
- Bá tước xứ Rhein (Count Palatine of the Rhine);
- Công tước xứ Saxony (Duke Saxony);
- Hầu tước xứ Brandenburg (Phiên hầu tước Brandenburg);

Trong đó, có 3 đại diện thuộc giới tăng lữ, các Tổng giám mục có rất nhiều sự tôn kính và thường là những thế lực chủ chốt trong hội đồng, trong khi 4 vị kia thường đại diện một thế lực có ảnh hưởng trong thời đại.
Bá tước xứ Rhein đã thay thế Công tước xứ Franconia sau khi vị Công tước cuối cùng chết vào năm 1039, Hầu tước xứ Brandenburg đã soán ngôi vị của Công tước xứ Swabia sau khi vị Công tước cuối cùng bị chặt đầu vào năm 1268 và lãnh thổ bị thu hồi. Chỉ có Công quốc Saxony vẫn an toàn giữ vị thế của mình và tồn tại cho đến hơn nhiều thế kỉ về sau.

### Từ Chiến tranh Ba Mươi năm đến thời Napoleon
Năm 1621, Tuyển đế hầu Palatine là Frederick V đã bị Hoàng đế La Mã Thần thánh ra lệnh cấm sau khi tham gia Cuộc nổi dậy Bohemia (một phần của Chiến tranh Ba Mươi năm). Ghế Tuyển đế hầu Palatine được trao cho người anh em họ là Công tước Bayern, một nhánh cấp dưới của Nhà Wittelsbach, sau đó địa vị này trở thành cha truyền con nối. Khi Chiến tranh Ba Mươi năm kết thúc với Hòa ước Westphalia vào năm 1648, Bá tước Palatine của Rhine được trao quyền Tuyển đế hầu, nhưng những nhà cai trị xứ Bayern vẫn giữ ghế Tuyển đế hầu của mình, chứ không bị thu hồi, vì thế mà đại cứ tri đoàn của Đế chế tăng lên 8. Tuy Nhà Wittelsbach sở hữu 2 ghế tuyển đế hầu, nhưng vì 2 dòng của gia tộc này từ lâu đã không còn thân thiết với nhau nữa, cho nên các Tuyển đế hầu khác không cảm thấy bị đe dọa.
Năm 1685, thành phần tôn giáo trong Hội đồng Tuyển đế hầu bị xáo trộn khi một nhánh Công giáo của Nhà Wittelsbach kế thừa Palatinate. Một Tuyển đế hầu theo Tin Lành được thành lập vào năm 1692, và ghế này trao cho Công tước của Brunswick-Lüneburg, nhà cai trị này được gọi là Tuyển đế hầu của Hannover và Đại hội Đế chế năm 1708 đã công nhận điều này. Tuyển đế hầu Sachsen đã chuyển sang Công giáo La Mã vào năm 1697 để ông có thể trở thành vua của Ba Lan. Mặc dù Nhà cai trị Sachsen là người Công giáo, nhưng tôn giáo chính thức trên lãnh thổ do ông cai trị vẫn là Tin Lành và bản thân Tuyển đế hầu Sachsen tuy theo công giáo những vẫn là người lãnh đạo nhóm nhà cai trị Tin Lành trong Đại hội Đế chế.
Năm 1706, Tuyển đế hầu Bayern và Tổng giám mục Cologne bị tước khỏi ghế Tuyển đế hầu trong Chiến tranh Kế vị Tây Ban Nha, nhưng cả hai đều được khôi phục vào năm 1714 sau Hòa ước Baden. Năm 1777, số Tuyển đế hầu giảm xuống còn 8 khi Tuyển đế hầu Palatine thừa kế lãnh thổ của Tuyển hầu quốc Bayern sau cái chết của Maximilian III không để lại người kế vị.
Những cuộc xâm lược của Napoleon Bonaparte đã làm thay đổi nhiều cấu trúc trong Đế chế La Mã Thần thánh đầu thế kỷ XIX. Hiệp ước Lunéville (1801), nhượng lại lãnh thổ ở tả ngạn sông Rhine cho Đệ Nhất Cộng hòa Pháp, dẫn đến việc bãi bỏ lãnh thổ của Tổng giám mục của Trier và Cologne. Năm 1803, ghế Tuyển đế hầu được trao cho Công tước xứ Württemberg, Phiên hầu tước Baden, Phong địa bá tước Hesse-Kassel và Công tước Salzburg, nâng thành viên của Đại cử tri Đế chế lên 10 Tuyển đế hầu. Khi Đại công quốc Áo sáp nhập Salzburg theo Hòa ước Pressburg (1805), Công tước Salzburg chuyển đến Đại công quốc Würzburg và vẫn giữ ghế Tuyển đế hầu của mình. Tuy nhiên, không có bất cứ Tuyển đế hầu mới nào có cơ hội bỏ phiếu bầu ra Hoàng đế, vì Đế chế La Mã Thần thánh đã bị giải thể vào năm 1806, và các Tuyển đế hầu mới trao quyền năm 1803 chưa bao giờ được chính thức công nhận bởi Hoàng đế Thánh chế La Mã.
Năm 1788, gia tộc cại trị của Savoy thúc đẩy ngoại giao để được nâng lên địa vị Tuyển đế hầu. Tham vọng của họ được Brandenburg-Phổ hậu thuẫn. Tuy nhiên, Cách mạng Pháp và các cuộc Chiến tranh liên minh sau đó đã sớm dập tắt hy vọng của họ.
Phe Công giáo:
- Tổng giám mục Cologne (Archbishop of Cologne);
- Tổng giám mục Mainz (Archbishop of Mainz);
- Tổng giám mục Trier (Archbishop of Trier);
- Quốc vương xứ Bohemia (King of Bohemia);
- Tuyển hầu tước xứ Bavaria (Elector of Bavaria);

Phe Tin lành:
- Tuyển hầu tước xứ Saxony (Elector of Saxony);
- Tuyển hầu tước xứ Brandenburg (Elector of Brandenburg); ngoài ra cũng giữ tước vị Quốc vương Phổ (King of Prussia);
- Tuyển hầu tước xứ Hanover (Elector of Hanover); ngoài ra cũng giữ tước vị Quốc vương Anh (King of Great Britain);